# Compact Font Format
Pour les articles homonymes, voir CFF (homonymie).
Le Compact Font Format (CFF), littéralement « format de fonte compact » en anglais, aussi appelé CFF/Type 2, est un format de compactage de fonte numérique développé par Adobe Systems. Il permet l’utilisation du Type 2 de charstring, une description de glyphes PostScript plus compact que celui des fontes de Type 1 ou des fontes CID, grâce à l’utilisation d’opérateurs à plusieurs paramètres, des valeurs prédéfinies par défaut, un codage plus efficace et des sous-routines réutilisables. Le CFF ou TrueType peuvent être utilisés dans le format de fonte numérique OpenType.
Les fontes CFF peuvent être incorporées dans les fichiers PDF (depuis la version 1.2).